# Ctenucha rubicunda
Ctenucha rubicunda är en fjärilsart som beskrevs av Paul Dognin 1905. Ctenucha rubicunda ingår i släktet Ctenucha och familjen björnspinnare. Inga underarter finns listade i Catalogue of Life.